# Чундоков, Ибрагим Саидович
Ибрагим Саидович Чундоков (12 июля 1906, а. Тугургой, Екатеринодарский отдел, Кубанская область, Российская империя — ?) — советский государственный и партийный деятель, председатель Адыгейского областного исполнительного комитета.

## Биография
Родился 12 июля 1906 в ауле Тугургой Екатеринодарского отдела Кубанской области Российской империи (ныне аул в составе Теучежского района Республики Адыгея). По национальности адыг. Член ВКП(б) с 1938 года.
С 1938 года — на общественной и политической работе. В 1938—1965 гг. — главный инженер, директор маслозавода (Кабардино-Балкарская АССР), заместитель народного комиссара — министра пищевой промышленности Кабардино-Балкарской — Кабардинской АССР, заместитель председателя Исполнительного комитета Областного Совета Адыгейской автономной области, председатель Исполнительного комитета Областного Совета Адыгейской автономной области, первый секретарь Адыгейского обкома КПСС (1954—1960), заместитель председателя Исполнительного комитета Краснодарского краевого Совета, секретарь Краснодарского краевого комитета КПСС.
Избирался депутатом Верховного Совета СССР 4-го и 5-го созывов.